# PR
 Der er for få eller ingen kildehenvisninger i denne artikel, hvilket er et problem. Du kan hjælpe ved at angive troværdige kilder til de påstande, som fremføres i artiklen.

PR (eller pr), forkortelse for public relations, er en kommunikationsdisciplin, der arbejder med en virksomheds, organisations eller forenings interne og eksterne relationer. Oftest bruges ordet PR om en virksomheds kommunikation i det offentlige rum – traditionelt ved hjælp af pressemeddelelser. Men de senere år er sociale medier som Facebook, LinkedIn og Twitter blevet ekstremt vigtige kanaler for virksomheders PR-indsatser.
Man tillægger også mennesker PR-værdi, f.eks. kunne man se at Michael Jacksons PR-værdi steg kraftigt i forbindelse med hans død. PR-værdien er dermed en anskuelse der tillægges symbolet en bestemt organisation, firma, individ etc. har skabt sig. PR-værdien kan derfor være selvvalgt, uønsket eller tilfældig, da det er omgivelsernes reaktioner, der "måles". Der kan derfor ikke være nogen negativ PR-værdi eller positiv PR-værdi, men kun en anskuet eller undersøgt PR-værdi. Derfor binder man ofte markedsføring med PR-værdi 1: Hvor mange når man ud til 2: Hvordan fremstiller man symbolet.